# 邠国公主 (宋神宗)
邠國公主（1082年2月3日—1085年10月31日），為北宋第六代皇帝宋神宗第八皇女。
公主因年幼，在父亲宋神宗在时没有册封。元豐八年（1085年）四月，宋哲宗即位，封妹妹为沂國長公主。十月薨逝，追封鄧國長公主。宋徽宗即位后，于元符三年（1100年）三月，追封姐姐为邠國長公主。后改公主为帝姬，政和四年（1114年）十二月，改封賢宜長帝姬。